# Globalbeauties
Globalbeauties (địa chỉ Globalbeauties.com) là một website nổi tiếng và uy tín hàng đầu thế giới chuyên tổng hợp tin tức, phản ánh, phân tích, dự đoán kết quả về các cuộc thi sắc đẹp (hoa hậu) quốc tế.
Globalbeauties chú trọng đến 5 cuộc thi sắc đẹp lớn nhất toàn cầu là: Hoa hậu Hoàn vũ, Hoa hậu Thế giới, Hoa hậu Hành Tinh Quốc tế, Hoa hậu Quốc tế, Hoa hậu Trái Đất, Hoa hậu Siêu quốc gia,
Globalbeauties từng đánh giá Hoa hậu hoàn vũ là một cuộc thi sắc đẹp quốc tế lớn nhất hành tinh và khốc liệt nhất thế giới vào năm 2012.

## Thông tin
Globalbeauties được thành lập năm 1998, có trụ sở tại Sao Paulo (Brasil). Trang web này là nơi cập nhật thông tin khá đầy đủ, nhanh chóng về các cuộc thi hoa hậu tổ chức tại các quốc gia và trên thế giới. Globalbeauties chú trọng đến 5 cuộc thi sắc đẹp lớn nhất toàn cầu là: Hoa hậu Hoàn vũ, Hoa hậu Thế giới, Hoa hậu Hòa bình Quốc tế, Hoa hậu Quốc tế, Hoa hậu Siêu quốc gia. Trang web này có bảng xếp thứ hạng các quốc gia trên đấu trường sắc đẹp quốc tế được tổng kết từ thành tích đạt được của quốc gia đó tại 5 cuộc thi lớn nhất này. Trước đây, trang web này quan tâm thêm đến hai cuộc thi sắc đẹp khác là Hoa hậu Trái Đất và Nữ hoàng Du lịch Quốc tế. Nhưng vào năm 2012, scandal mua bán giải thưởng của Hoa hậu Trái Đất gây rúng động thế giới. Sau đó, Globalbeauties đã quyết định loại cuộc thi ra khỏi hệ thống xét giải. Trường hợp tương tự với Nữ hoàng Du lịch Quốc tế cũng xảy ra vào năm 2014.
Globalbeauties ngoài cập nhật diễn biến các cuộc thi hoa hậu quốc tế còn là nơi phân tích, dự đoán kết quả các cuộc thi bởi các chuyên gia sắc đẹp có uy tín và nhiều kinh nghiệm. Do đó, trang web này là nơi tham khảo quan trọng của giới cá cược - các nhà cái của các cuộc thi sắc đẹp. Globalbeauties cũng là đối tác trực tuyến hàng đầu cho các tạp chí quốc tế về sắc đẹp.
Trong khi các cuộc thi sắc đẹp quốc tế đang diễn ra, cũng như nhiều trang web sắc đẹp khác, Globalbeauties.com cũng thường đưa ra dự đoán, lựa chọn của mình cho các ngôi vị. Tuy nhiên, do chỉ quan sát từ bên ngoài, không được tiếp xúc trực tiếp với từng thí sinh nên những dự đoán thường không trùng khớp, so với kết quả chính thức do Ban giám khảo các cuộc thi chấm điểm và lựa chọn.
Ngoài ra, Globalbeauties cũng có hệ thống các giải thưởng theo bình chọn riêng của trang web độc lập với kết quả chính thức của các cuộc thi sắc đẹp. Định kỳ hàng năm, Globalbeauties cũng tổ chức bình chọn các giải thưởng lớn như: Hoa hậu của năm, Hoa hậu gợi cảm nhất...Bình chọn được thực hiện bởi các thành viên Ban giám khảo mạng làm việc tại Globalbeauties, danh sách bình chọn là các người đẹp đã từng tham dự các cuộc thi sắc đẹp trên thế giới diễn ra trong năm.
Ngoài các cuộc thi hoa hậu dành cho nữ, Globalbeauties cũng tổng hợp tin tức về các cuộc thi sắc đẹp dành cho nam như Mr World, Manhunt International...